# Університет Версаль-Сен-Кантен-ан-Івлін
Університет Версаль-Сен-Кантен-ан-Івлін — французький державний університет, заснований 1991 року. Розташований у місті Версаль та околицях.
В університеті навчається билзько 19 000 студентів. Навчальний заклад є членом UniverSud Paris.

## Структура
До складу університету входить 4 факультети, 5 інститутів, обсерваторія наук про Всесвіт, інженерна школа інформатики та мехатроніки.
Факультети:
- Факультет медицини Іль-де-Франс.
- Факультет точних наук.
- Факультет суспільних наук.
- Факультет права та політичних наук.

Інститути:
- Мовний та міжнародний інститут.
- Інститут культури.
- Вищий інститут менеджменту.
- Університетський інститут технології Мант-ан-Івлін.
- Університетський інститут технології Велізі.